# ويليام أ. مولر
ويليام أ. مولر (بالإنجليزية: William A. Mueller)‏ هو مهندس الصوت ومهندس أمريكي، ولد في 17 يناير 1901 في نبراسكا في الولايات المتحدة، وتوفي في 11 مايو 1992 في أورانج في الولايات المتحدة.

## وصلات خارجية
- ويليام أ. مولر على موقع IMDb (الإنجليزية)